# 홍콩의 기

홍콩의 기 비율 2:3

홍콩의 기 규격

홍콩특별행정구 구기(香港特別行政區區旗), 별명 양자형기(洋紫荊旗)는 1990년 4월 4일 전국인민대표대회에 의해 채택되어 1996년 8월 10일 홍콩 특별 행정구 준비 위원회에 의해 공식 제정되었다. 1997년 7월 1일 영국이 홍콩을 중화인민공화국에 반환함과 동시에 열린 홍콩 반환 기념식에 처음 게양되었다.
빨간색 바탕 가운데에는 하얀색 양자형 꽃이 그려져 있으며 다섯 개의 꽃잎 안에는 다섯 개의 빨간색 꽃술과 별이 그려져 있다. 빨간색과 하얀색은 일국양제를 의미하며 양자형 꽃은 홍콩을 상징하는 꽃이다. 다섯 개의 빨간색 별은 중화인민공화국의 국기에서 유래된 디자인이다. 전체적으로는 중화인민공화국의 떨어질 수 없는 일부분인 홍콩이 중화인민공화국 안에서 발전하는 모습을 의미한다.
영국의 식민지였던 1959년부터 1997년까지는 파란색 바탕에 하얀색 원 안에 당시 영국령 홍콩의 문장이 그려져 있으며 깃대 위쪽에 영국의 국기가 그려져 있는 디자인의 기를 홍콩의 기로 사용하였다. 문장에는 왕관을 쓴 사자와 동양의 용이 그려졌는데 사자는 영국을 상징하고 동양의 용은 중국을 상징한다.

## 과거의 기

영국령 홍콩의 기 (1871년 ~ 1876년)
영국령 홍콩의 기 (1876년 ~ 1955년)
영국령 홍콩의 기 (1955년 ~ 1959년)
영국령 홍콩의 기 (1959년 ~ 1997년)
영국령 홍콩의 기 (1959년 ~ 1997년, 비공식)

## 같이 보기
- 중국의 기 목록
- 홍콩의 문장
- 마카오의 기
- 마카오의 문장
- 흑양자형기